# Premio Michael Faraday
El premio Michael Faraday (The Royal Society Michael Faraday Prize) es un galardón anual otorgado por la Royal Society de Londres que premia la «excelencia en la comunicación de la ciencia a la audiencia del Reino Unido». Creado en 1986 con el nombre del científico inglés Michael Faraday, el premio consiste en una medalla de plata dorada y dos mil quinientas libras en metálico.
La entrega de la medalla y la retribución la realiza el presidente de la Royal Society en el «Faraday lecture», un acto en el que los premiados deben dictar una conferencia original, y que tiene lugar habitualmente en el mes de enero del año siguiente al de la elección.
El primer premio fue concedido en 1986 a Charles Taylor, y el último, en 2015, a Katherine Willis. Al contrario que otros premios de la Royal Society como la Medalla Hughes, no ha quedado nunca desierto, y el comité encargado de la designación no está obligado a hacer públicas sus razones, algo que viene sucediendo en todos los premios recientes.[actualizar]

## Premiados
| Año  | Retrato | Nombre                 | Otros |
| ---- | ------- | ---------------------- | --- |
| 1986 |         | Charles Taylor         | «Por sus destacadas presentaciones de la física y sus aplicaciones, dirigidas a audiencias desde niños de primaria de seis años hasta adultos». |
| 1987 |         | Peter Medawar          | «Por la contribución que sus libros han supuesto en presentar al público, y a los mismos científicos, la naturaleza intelectual y la esencial humanidad que supone el desarrollo de la ciencia al más alto nivel y el papel que juega en la cultura moderna». |
| 1988 |         | Christopher Zeeman     | «Por las contribuciones que ha realizado en la popularización de las matemáticas». |
| 1989 |         | Colin Blakemore        | «Por sus presentaciones escritas, emitidas y públicas de la ciencia del cerebro, soberbiamente compuestas tanto para los neófitos como para los expertos». |
| 1990 |         | Richard Dawkins        | «Por sus presentaciones escritas, que hacen disfrutar a una gran audiencia». |
| 1991 |         | George Porter          | «En reconocimiento a sus destacadas contribuciones para mejorar el conocimiento público de la ciencia a través de sus muchas conferencias y participaciones en los medios, su dirección de la Royal Institution and presidencies of the Royal Society and British Association y su papel fundamental en el establecimiento y liderazgo del COPUS». |
| 1992 |         | Richard Gregory        | «Por sus muchos y populares libros y artículos, sus conferencias a numerosísimos auditorios, sus apariciones en la radio y la televisión y la creación del Exploratory Hands-on Science Centre de Bristol». |
| 1993 |         | Ian Fells              | «Por sus muchos artículos escritos para la prensa nacional y las revistas de divulgación científica, sus conferencias públicas en muchas plataformas, frecuentemente preparadas a la medida de los escolares y su gran contribución en los medios de comunicación, con apariciones en más de 350 programas de radio y televisión». |
| 1994 |         | Walter Bodmer          | «Por su encomiable éxito al conseguir elevar la comprensión pública de la ciencia y la tecnología, como un tema de la mayor importancia para los científicos e ingenieros y para las organizaciones que los representan». |
| 1995 |         | Ian Stewart            | «por su trabajo en comunicar ideas matemáticas al mayor rango posible de audiencias a través de sus muchos libros y artículos, que siempre ayudan a pensar, sus presentaciones en la radio y la televisión y sus enérgicas conferencias públicas en colegios e industrias sobre una gran cantidad de temas matemáticos y cuasi matemáticos.» |
| 1996 |         | Steve Jones            | «Por sus numerosas y amplias contribuciones a la comprensión pública de la ciencia en áreas como la evolución y variación humanas, la raza, el sexo, las enfermedades congénitas y la manipulación genética, así como sus muchas apariciones en la radio y televisión, sus conferencias, sus libros de divulgación científica y columna científica regular en The Daily Telegraph y sus colaboraciones con otros periódicos». |
| 1997 |         | David Chilton Phillips | «Por su destacado talento para comunicar los principios de la ciencia, sus métodos y aplicaciones al público joven a través de sus muchas conferencias demostrativas llenas de ingenio, claridad y entusiasmo en una amplia variedad de temas, desde ciencia básica hasta investigaciones recientes sobre láseres y por su importante papel en varios proyectos colaborativos para jóvenes en la Royal Institution, the British Association y el CREST, y por sus artículos divulgativos y colaboraciones en varios programas de radio y televisión, combinado con su trabajo como director de Química en el Imperial College y supervisor de un grupo de investigación». |
| 1998 |         | Susan Greenfield       | «Por su extraordinario talento al comunicar al público cómo trabaja el cerebro, popularizando el estudio cerebral mediante las The Royal Institution Christmas Lectures, con conferencias tanto en Gran Bretaña como en otros lugares para una amplia variedad de audiencias, incluyendo jóvenes, tanto en escuelas como fuera del aula y a través de sus actividades como autora de libros de divulgación, artículos en periódicos, columnas y sus muchas apariciones en la televisión». |
| 1999 |         | Robert Winston         | «Por su destacada contribución en el entedimiento por parte del pueblo de la infertilidad humana y la fecundación in vitro. Ha publicado cinco libros y ha contribuido en muchos artículos en diversos periódicos. Es reconocido como un comunicador especialmente dotado para llegar a no científicos, describiendo temas complejos relacionados con la infertilidad humana claramente y sin simplificaciones. Su mayor contribución ha sido en el campo de la televisión y la radio, en ambos conduciendo y contribuyendo en diversos programas». |
| 2000 |         | Lewis Wolpert          | «Por su enorme contribución para el entendimiento público de la ciencia, más notable desde su dirección del COPUS y sus variados programas de radio y televisión, dirigidos a una amplia audiencia así como sus contribuciones regulares en varios periódicos nacionales. Durante cerca de dos décadas, Lewis Wolpert ha llevado a la atención del público muchos temas, incluyendo la depresión, que todavía acarrea un estigma social considerable, a través de libros, conferencias y artículos periodísticos haciendo uso de su propio y característico entusiasmo y carisma».                                                                                        |
| 2001 |         | Harold Kroto           | «Por su dedicación a que los científicos sean también comunicadores de su trabajo y en particular por el establecimiento del Fondo de Ciencia Vega, cuyas películas y actividades relacionads reflejan la excitación del descubrimiento científico al gran público». |
| 2002 |         | Paul Davies            | «En reconocimiento a su dedicación para comunicar, mediante conferencias, libros, programas y discusiones el sentido de maravilla que conlleva la investigación científica». |
| 2003 |         | David Attenborough     | «En reconocimiento a su dedicación para comunicar, mediante conferencias, libros, programas y discusiones el sentido de maravilla que conlleva la investigación científica». |
| 2004 |         | Martin Rees            | Sobre Einstein's legacy as scientist and icon. |
| 2005 |         | Fran Balkwill          | «Por su destacado trabajo en comunicar los conceptos, hechos y fascinación de la ciencia de un modo que resulta atractivo a los niños de todas las edades, procedencias y nacionalidades, mientras al mismo tiempo vive una distinguida carrera como investigadora». |
| 2006 |         | Richard Fortey         | Sobre A natural history of scientists. |
| 2007 |         | Jim Al-Khalili         | Sobre The House of Wisdom and the legacy of Arabic science. |
| 2008 |         | John David Barrow      | Sobre Every picture tells a story. |
| 2009 |         | Marcus du Sautoy       | Sobre The secret mathematicians. |
| 2010 |         | Jocelyn Bell Burnell   | Sobre The end of the world in 2012? Science communication and science scares. |
| 2011 |         | Colin Pillinger        | Sobre Stones From the Sky: A Heaven-sent Opportunity to Talk About Science. |
| 2012 |         | Brian Cox              | «Por su excelente trabajo en la comunicación científica». |
| 2013 |         | Frank Close            | «Por su excelente trabajo en la comunicación científica». |
| 2014 |         | Andrea Sella           | «Por su excelente trabajo en la comunicación científica». |
| 2015 |         | Katherine Willis       | «Por su excelente trabajo en la comunicación científica». |
| 2016 |         | Nick Lane              | «Por su excelente trabajo en la comunicación científica». |
| 2017 |         | Mark Miodownik         | «Por su excelente trabajo en la comunicación científica a las audiencias del Reino Unido». |
| 2018 |         | Danielle George        | «Por su divulgación pública, promoción de su disciplina y liderazgo de programas nacionales que inspiran a los jóvenes a expresar su creatividad mientras innovan en ciencia e ingeniería». |
| 2019 |         | Martyn Poliakoff       | «Por su trabajo ejemplar para promover la química entre una audiencia internacional a través de YouTube de una manera que sea comprensible para los espectadores de todas las edades». |
| 2020 |         | David Spiegelhalter    | «Por traer conocimientos clave de las disciplinas de estadística y probabilidad vívidamente al público en general y a los tomadores de decisiones clave, de manera entretenida y accesible, más recientemente a través de la pandemia de COVID-19». |